# Noertzange
Noertzange (franska) (luxemburgiska: Näerzeng lyssna (fil), tyska: Nörtzingen/Noertzingen) är en ort i kantonen Esch-sur-Alzette i södra Luxemburg. Den ligger i kommunen Bettembourg, cirka 12,5 kilometer sydväst om staden Luxemburg. Orten har 1 049 invånare (2022).
I Noertzange delas järnvägslinje 10. Huvudlinjen går till Niederkorn, medan sidolinjen går till Rumelange.